# Кущ Василь Миколайович
Ку́щ Васи́ль Микола́йович (3 жовтня 1941 року, с. Лебедин, УРСР, СРСР — 18 вересня 2014 року, Київ, Україна) — художник, живописець, графік. Член НСХУ (1989). Батько Кущ-Батюк Наталії Василівни.

## Біографічні дані
Народився 3 жовтня 1941 року в с. Лебедин, Бориспільского району, Київської області.
У 1971 році закінчив вечірній факультет Українського поліграфічного інституту у Києві (викладачами були Б. Валуєнко, О. Крилова). 
З1971 по 1986 рік — завідувач редакції наочних посібників видавництва «Радянська школа». У 1987 — працював у журналі «Барвінок».
Помер 18 вересня 2014 року в Києві.

## Основні твори
Основні галузі — книжкова та станкова графіка, живопис у реалістичній манері. Ілюстрував книжки для видавництв: «Радянська школа», «Веселка», «Мистецтво», «Форум», «Магістр-S», «Перун».
Учасник художніх виставок з 1971 року. Персональні — у Нюрнберзі (Німеччина, 1992), Києві (1993, 1997, 2003, 2005), Переяславі-Хмельницькому (2000) та Борисполі (2008). Окремі роботи зберігаються у Музеї історії Києва.

### Основні твори
За ЕСУ:
- ілюстрації до книг — «Пан Коцький: Укр. нар. казка» (1996), «Черевик» і «Вічний танок» О. Безуглої (обидві — 1997), 
  - підручника «Моя книжка» (1999),
  - збірок поезій — «Ліниві вареники» А. Качана (2003), «Сагайдачний» А. Чайковського, «Літопис Малоросії, або Історія козаків-запорожців» Ж.-Б. Шерера (обидві — 2005), «Роксоляна» О. Назарука (2006), «Пригоди молодого лицаря» С. Черкаського, «Довбуш» Г. Хоткевича (обидві — 2008; усі — Київ);
- графічні серії — «Обпалене дитинство» (1983), «Сивий Седнів» (1988), «Кучаків – село милосердя», «Південний кордон» (обидві — 1989);
- живопис — «Чумаки їдуть» (1993), «Різдво Христове», «Надвечір’я», «Подих осені» (усі — 1994), «Козацький пікет» (1995), «Бій під Крутами» (1997), «Сонячний день» (1998), «Перед полуднем», «Біля Канівського моря» (обидва — 2001), «Пора сінокосу», «Останній час» (обидва — 2002), «За наші гріхи» (2005), «Христос у Марти і Марії» (2007), «1932–33. Початок голодомору», «Герої Крут. 1918» (обидва — 2008), «Легенда про П. Калнишевського», «Втеча в Єгипет» (обидва — 2009).[1]